# Charles-Frédéric Kiörboe
Charles-Frédéric Kiörboe, né le 1er juin 1805 à Christiansfeld et mort le 2 janvier 1876 à Dijon, est un artiste peintre suédois.

## Biographie
Charles-Frédéric Kiörboe est le fils de André Frédéric, négociant, et de Marie Norling.
Il est né en 1805 dans le duché de Schleswig. Il vit aux Pays-Bas et à Hambourg avant de s’installer à Stockholm. 
Peintre à priori autodidacte, il étudie l’anatomie animale avec un oncle vétérinaire nommé Norling, puis il s’enrôle dans un régiment de cavalerie en 1829.
Il commence par peindre de petits tableaux de chevaux au pastel, puis passe rapidement à l’huile et pratique occasionnellement la lithographie. 
Ses œuvres sont exécutées durant son affectation ainsi que dans son port d’attache. 
Il est finalement promu lieutenant et, en 1837, reçoit officiellement le titre de ryttmästare (capitaine). 
Après avoir quitté le service, il passe quelque temps à Berlin puis, en 1840, se rend à Paris où il s'installe, tout en restant citoyen suédois. Il côtoie le peintre néerlandais Henning.
Il devient rapidement célèbre pour ses peintures animalières, puis exécute les portraits équestres du roi Charles XIV Jean, du prince Charles XV et de Napoléon III. 
Il expose au Salon de 1841 à 1874, principalement des chiens et des chevaux. Il obtient une médaille de deuxième classe en 1846. 
Il est distingué d'une médaille de troisième classe en 1844 et de deuxième classe deux ans plus tard.
En 1846, il épouse une riche veuve française.
Pendant la Commune de Paris, sa maison de Montretout à Saint-Cloud est détruite. 
Il emménage ensuite à Dijon pour vivre avec sa belle-fille.
Ses œuvres sont présentes au Musée des Beaux-Arts de Göteborg, au Nationalmuseum de Stockholm et au château de Skokloster. 
Il meurt à l'âge de 70 ans à son domicile de Dijon.

## Distinctions
- Litteris et Artibus (1863).
- Chevalier de la Légion d'honneur (1860)[6].
- membre de l'Académie royale suédoise des Beaux-Arts et peintre de cour[7] (1858)